# Viradeira
La Viradeira fou una revolta popular i noble en contra del Marquès de Pombal després que la reina de Portugal Maria I pugés al tron. La paraula es pot traduir com «gir» o «girada» en el sentit de «gir de 180 graus» pel que fa a la situació viscuda durant la regència del Marquès de Pombal. De nom sencer Sebastião José de Carvalho e Melo, el Marquès de Pombal va aconseguir que el rei anterior, Josep I de Portugal, li atorgués plens poders atribuint-li el títol de principal ministre, és a dir, una espècie de càrrec semblant a primer ministre. El rei introduïa d'aquesta manera el model dèspota il·lustrat que triomfava a Europa durant el segle xviii. Tenint tot el poder a les seves mans va decidir reduir el poder de la noblesa traient-li privilegis i fer actuar el Tribunal del Sant Ofici (Inquisició) contra tot aquell que no s'avingués amb les seves idees. Per tot plegat, quan Maria I va abolir algunes de les seves lleis i ordenacions en pujar al tron, els reprimits es van sollevar contra ell i la situació va fer realment un gir espectacular, d'aquí la «viradeira». El marquès va aconseguir una rebaixa de la pena que li havien destinat a canvi de marxar i no tornar.